# Quincy-Basse
 Quincy-Basse  là một xã ở tỉnh Aisne, vùng Hauts-de-France thuộc miền bắc nước Pháp.